# Гектор (патрикій)
Гектор (*д/н — 675) — державний діяч Франкської держави, патрикій Провансу і префект Марселю в 662—675 роках.

## Життєпис
Стосовно походження точаться дискусії: за однією версією, був вестготом, за іншою — належав до галло-римської знаті з Вестготського королівства. Перейшов на службу до Хільдеріка II.
Близько 662 року призначається патрикієм Провансу і префектом Марселю. Своєю резиденцією обрав м. Марсель. Втім перша письмова згадка Гектора з його посадою відмічена лише 673 року.
Був прихильником Леодегарія, єпископа Отена, що боровся проти мажордома Еброїна за вплив на короля. На Великдень 675 року Гектор прибув до Отену до двору Хільдеріка II. Тут було заплановано розгляд судового позову між Гектором і Прієстом, єпископом Клермон. Втім замість розгляду справи Гектора разом з Леодегарієм було звинувачено в змові проти короля. Невдовзі за наказом Хільдеріка II Гектора стратили. Це спровокувало повстання знаті проти Еброїна та короля. Союзник Гектора — Адальріх, герцог Ельзасу — намагався зайняти Прованс, проте біля Ліону зазнав поразки від Роккона, новопризначеного патрикія Провансу.